# Тимчук Сергій Артемович
Сергій Артемович Тимчук (нар. 1 серпня 1948, село Грушка, Кам'янець-Подільський район, Хмельницька область — помер 17 вересня 2024 року.) — радянський агроном та український політик.

## Біографія
1966—1968 роки навчався в Хмельницькому кооперативному технікумі.
1968—1971 проходив службу на Чорноморському флоті СРСР.
З 1971 — інструктор зі спорту — секретар комітету комсомолу, трест їдалень і ресторанів Нахімовського району м. Севастополя.
З 1972 — заступник керівника бази «Укроптбакалія» міста Севастополя.
З 1973 — завторг Грушківського сільського споживчого товариства.
З березня 1974 року — голова виконкому, Грушківська сільрада нар. деп.
З грудня 1974 — голова, колгоспу ім. Петровського, села Нефедівці Кам'янець-Подільського району.
З 1975 — голова колгоспу «Шлях до комунізму» села Крушанівка Кам'янець-Подільського р-ну.
1976—1981 роки навчався на агрономічному факультеті Кам'янець-Подільського сільськогосподарського інституту.
З березня 1991 — голова правління колгосп «За мир» села Нефедівці (пізніше — КСП «За мир», СТОВ-АФ «Нефедівське»).
З 1990 по 1994 рік — депутат Верховної Ради України першого скликання.
З 1993 року по червень 2002 року — голова колгоспу, голова спілки селян, директор сільськогосподарського товариства з обмеженою відповідальністю аграрна фірма «Нефедівське» с. Нефедівці Кам'янець-Подільського району Хмельницької області.
З червня 2002 року по березень 2005 року був головою Кам'янець-Подільської районної державної адміністрації.
Рішенням сесії районної ради від 23.09.2010 року Тимчуку С. А. присвоєно звання «Почесний громадянин Кам'янець-Подільського району».
Проживає в селі Нефедівці.

## Нагороди
- медаль «За трудову доблесть» (1977)
- орден «Знак Пошани» (1983)
- Почесний громадянин Кам'янець-Подільського району (2010)
- ювілейна медаль «20 років незалежності України» (2011)

## Сім'я
- батько — Артем Софронович (1910—1966)
- мати — Ірина Іванівна (1915—1998)
- дружина — Олена Іванівна (1957)
- має 3 синів.